# إف إكس إكس
إف إكس إكس (بالإنجليزية: FXX) قناة تلفزيونية أمريكية  مملوكة من قبل مجموعة فوكس الترفيهية شركة فرعية تابعة لمؤسسة "21st Century Fox" الاعلامية. تستهدف الشباب الذي تتراوح أعمارهم بين 18-34 عاماً، تعرض القناة برامج ومسلسلات كوميدية ودرامية وأفلام.
إطلقت القناة في الساعة 7:00 صباحاً (توقيت شرق أمريكا) 6:00 صباحاً (توقيت وسط أمريكا) في 2 سبتمبر، 2013، وأستبدل قناة "Fox Soccer". عرفت القناة بأطول عرض متتالي حيث عرضت كل حلقات مُسلسل عائلة سمبسونز على التوالي.
اعتباراً من يوليو، 2015، 78,498,000 مليون أسرة في الولايات المتحدة (67.4% من الاسر التي تمتلك تلفاز) يتلقون بث قناة "FXX".

## برامج القناة

### برامج حالية
- فيلادلفيا دائما مشمسة (2013؛ نُقل من قناة FX)
- رجل يبحث عن امرأة (2015)
- أنت الاسوأ (2015؛ نُقل من قناة FX)

### برامج مكتسبة (بث مشترك)
- الحدائق والمنتجعات (2013)
- عائلة سيمبسون (2014)
- آرشر (2015)

## وصلات خارجية
- الموقع الرسمي